# Минимальный многочлен матрицы
Минима́льный многочле́н ма́трицы — аннулирующий унитарный многочлен минимальной степени.

## Свойства
- Минимальный многочлен делит характеристический многочлен матрицы.
- Любой аннулирующий многочлен делится на минимальный[1].
- Минимальный многочлен единственен.
- Множество корней минимального многочлена совпадает с множеством корней характеристического многочлена матрицы.

## Основная теорема
|  | Теорема о минимальном многочлене Минимальный многочлен матрицы {\displaystyle \ A} равен отношению характеристического многочлена {\displaystyle \ c(\lambda )} матрицы {\displaystyle \ A} к НОД элементов матрицы, присоединённой к матрице {\displaystyle \ A-\lambda E}, где {\displaystyle \ E} - единичная матрица |